# Maxence Muzaton
Maxence Muzaton (Épernay, Francia, 26 de junio de 1990) es un esquiador que tiene 1 podio en la Copa del Mundo de Esquí Alpino.

## Resultados

### Campeonatos Mundiales
- 2015 en Vail/Beaver Creek, Estados Unidos
  - Combinada: 38.º

### Copa del Mundo

#### Clasificación General Copa del Mundo
- 2012-2013: 100.º
- 2013-2014: 140.º
- 2014-2015: 88.º
- 2015-2016: 90.º

#### Clasificación por disciplinas (Top-10)
- 2016-2017:
  - Combinada: 5.º